# Alexander Voigt

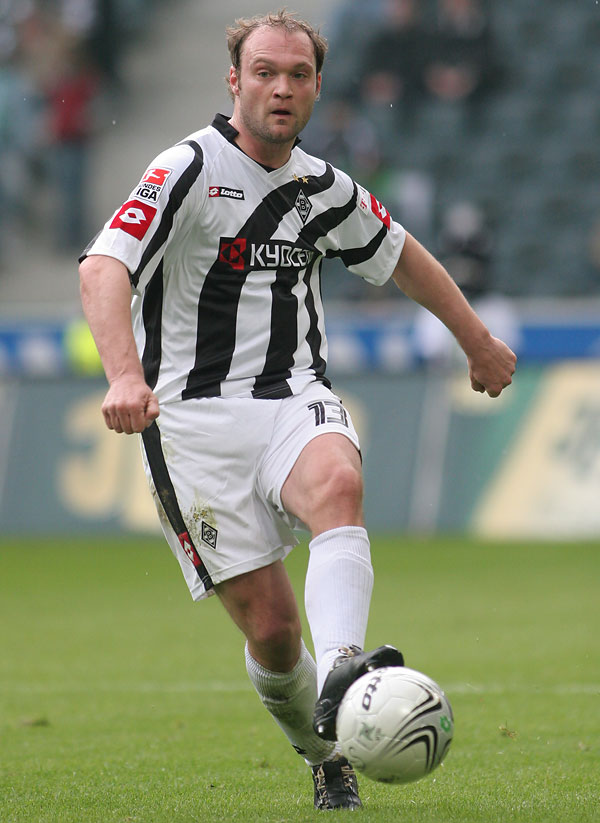
Voigt in 2008

Alexander Voigt (Keulen, 13 april 1978) is een voormalig Duits voetballer die na zijn actieve loopbaan het trainersvak instapte.
In zijn jeugd kwam Voigt uit voor FC Eintracht Köln en later voor 1.FC Köln. Bij die laatste voetbalde hij in de periode van 1998/1999 tot 2004/2005. In die zeven seizoenen, waarvan drie in de Bundesliga kwam hij tot 194 wedstrijden en 12 doelpunten. Onder leiding van trainer-coach Ewald Lienen won hij in het seizoen 1999-2000 de titel met 1. FC Köln, waardoor de club terugkeerde in de hoogste afdeling van het Duitse voetbal, de Bundesliga.
In de zomer van 2005 haalde Roda JC hem naar Kerkrade als centrale verdediger. Op 9 januari 2007 vertrok Voigt per direct bij Roda JC, om vervolgens zes maanden lang voor FC Carl Zeiss Jena te spelen in de 2. Bundesliga. Voigt speelde bij Borussia Mönchengladbach (2007-2009), SpVgg Greuther Fürth (2009), FSV Frankfurt (2009/10) en wederom Carl Zeiss Jena (2010/12).
Voigt besloot zijn spelerscarrière in het seizoen 2012/13 bij FC Viktoria Köln 1904 waar hij vervolgens jeugdtrainer en assistent bij het eerste team werd. In het seizoen 2015/16 was hij assistent bij Sportfreunde Siegen en in het seizoen 2016/17 was hij hoofdtrainer van de amateurs van TV Herkenrath. In het seizoen 2017/18 was hij assistent bij Fortuna Sittard dat naar de Eredivisie promoveerde. In 2018 werd hij hoofdtrainer van SSVg Velbert.
Voigt speelde voor het Duits voetbalelftal onder 21, het Duits Olympisch voetbalelftal, en de Duitse beloftenploeg/B-team.

## Clubstatistieken
| Seizoen | Club                     | Land      | Competitie    | Duels | Goals |
| ------- | ------------------------ | --------- | ------------- | ----- | ----- |
| 1998/99 | 1.FC Köln                | Duitsland | 2. Bundesliga | 26    | 2     |
| 1999/00 | 1.FC Köln                | Duitsland | 2. Bundesliga | 31    | 2     |
| 2000/01 | 1.FC Köln                | Duitsland | Bundesliga    | 26    | 1     |
| 2001/02 | 1.FC Köln                | Duitsland | Bundesliga    | 22    | 0     |
| 2002/03 | 1.FC Köln                | Duitsland | 2. Bundesliga | 31    | 2     |
| 2003/04 | 1.FC Köln                | Duitsland | Bundesliga    | 25    | 0     |
| 2004/05 | 1.FC Köln                | Duitsland | 2. Bundesliga | 33    | 5     |
| 2005/06 | Roda JC                  | Nederland | Eredivisie    | 17    | 1     |
| 2006/07 | Roda JC                  | Nederland | Eredivisie    |       |       |
| 2006/07 | FC Carl Zeiss Jena       | Duitsland | 2. Bundesliga |       |       |
| 2007/08 | Borussia Mönchengladbach | Duitsland | 2. Bundesliga |       |       |
| 2008/09 | Borussia Mönchengladbach | Duitsland | Bundesliga    |       |       |
| 2008/09 | SpVgg Greuther Fürth     | Duitsland | 2. Bundesliga |       |       |
| 2009/10 | FSV Frankfurt            | Duitsland | 2. Bundesliga |       |       |
| Totaal  | Totaal                   | Totaal    | Totaal        | 211   | 13    |

## Erelijst
Borussia Mönchengladbach
- 2. Bundesliga

2008